# Długołęka-Świerkla
Długołęka-Świerkla (deutsch Langendorf-Tannendorf) ist eine Ortschaft mit einem Schulzenamt der Gemeinde Podegrodzie im Powiat Nowosądecki der Woiwodschaft Kleinpolen, Polen.

## Geographie
Der Ort liegt in den Inselbeskiden (Beskid Wyspowy).
Das Dorf hat eine Fläche von 649 ha (10 % der Landgemeinde).
Die Nachbarorte sind Wysokie im Norden, Brzezna im Südosten, Mokra Wieś im Süden, Stronie im Südwesten, Przyszowa im Nordwesten.

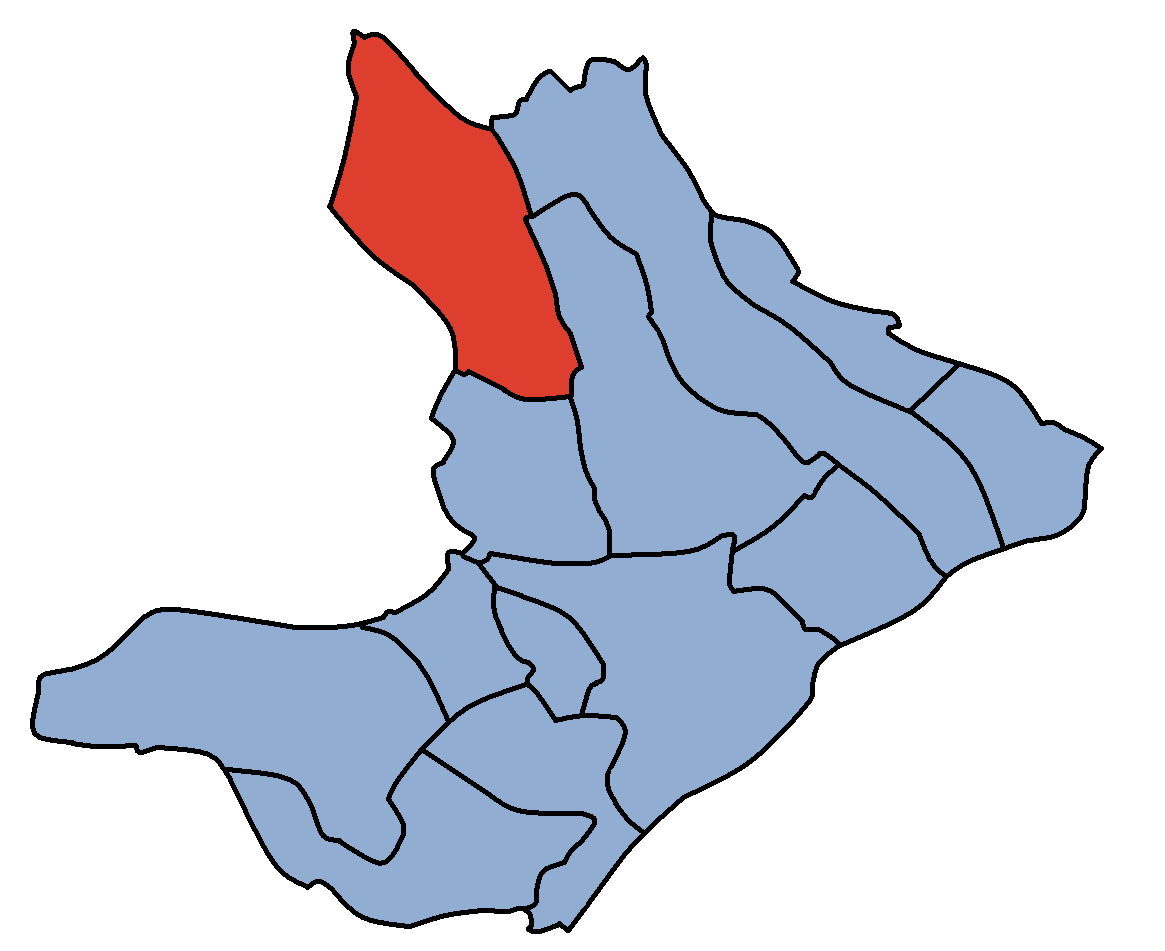
Das Dorf in der Gemeinde

## Geschichte
Es gab früher zwei Orte: Długołęka und Świerkla. Długołęka wurde im Jahre 1335 als de Longo prato erstmals urkundlich erwähnt, Świerkla hingegen wurde im Jahre 1357 als inter Swierklam erwähnt. Der Name Długołęka bedeutet Lange Wiese, Świerkla ist abgeleitet von Fichten (polnisch świerk). In Długołęka lebten damals Ritter, Świerkla gehörte ursprünglich zu den Klarissen in Stary Sącz.
Im Jahre 1527 wurde die katholische Pfarrei in Długołęka ausgehoben.
Nach der Ersten Teilung Polens kam Długołęka-Świerkla zum neuen Königreich Galizien und Lodomerien des habsburgischen Kaiserreichs (ab 1804).
Im Jahre 1783 im Zuge der Josephinischen Kolonisation wurden dort deutsche Kolonisten lutherischer und reformierter Konfession angesiedelt. Sie gehörten zur Pfarrgemeinde in Stadła. Bis Ende des 19. Jahrhunderts wurden die Nachgeborenen der Kolonisten polonisiert. Im Jahre 1900 hatte das Dorf Świerkla 613 Einwohner, davon alle polnischsprachig und römisch-katholisch.
1918, nach dem Ende des Ersten Weltkriegs und dem Zusammenbruch der k.u.k. Monarchie, kam Długołęka-Świerkla zu Polen. Unterbrochen wurde dies durch die Besetzung Polens durch die Wehrmacht im Zweiten Weltkrieg, während der es zum Generalgouvernement gehörte.
Von 1975 bis 1998 gehörte Długołęka-Świerkla zur Woiwodschaft Nowy Sącz.

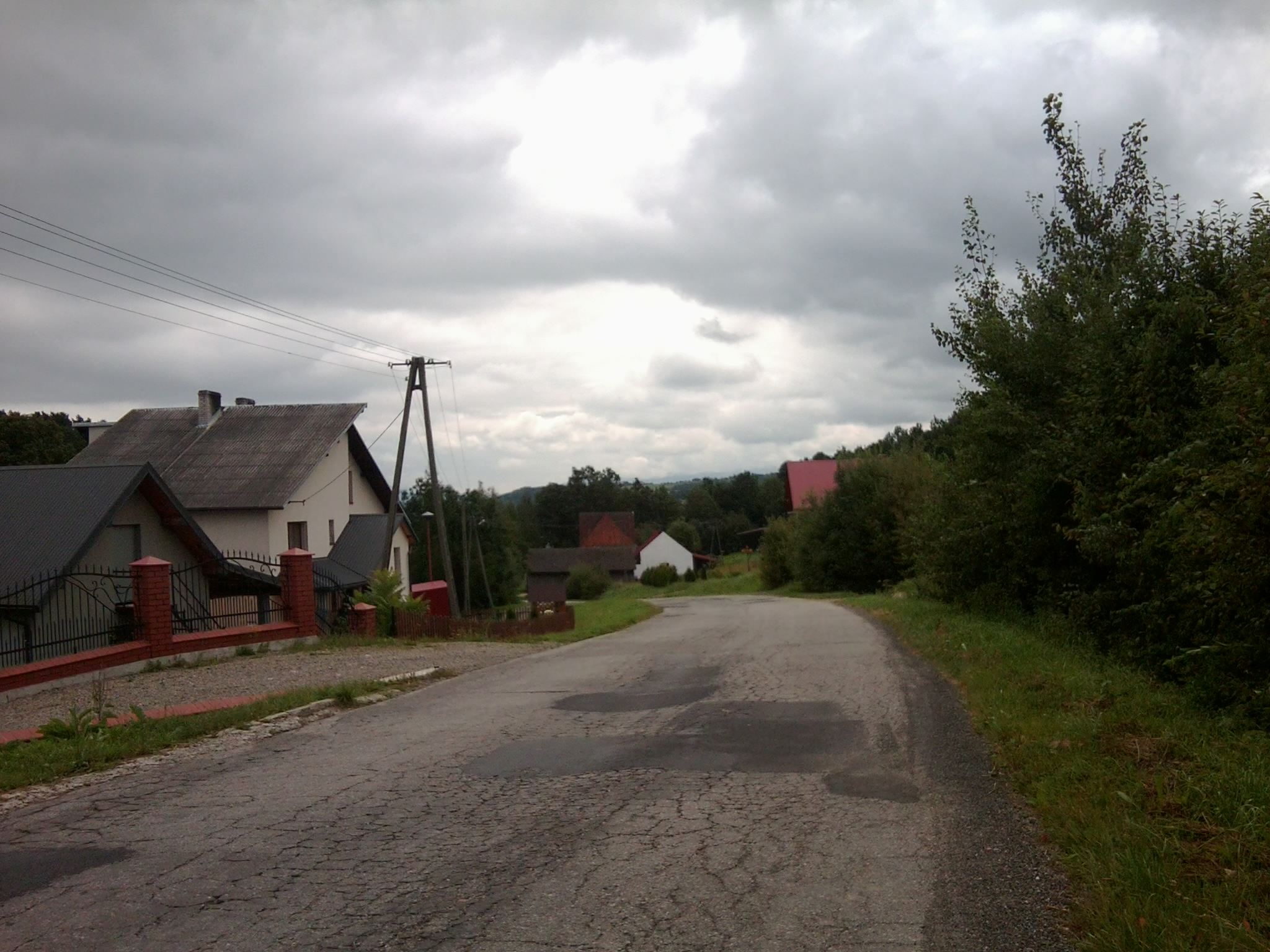
Ortszentrum
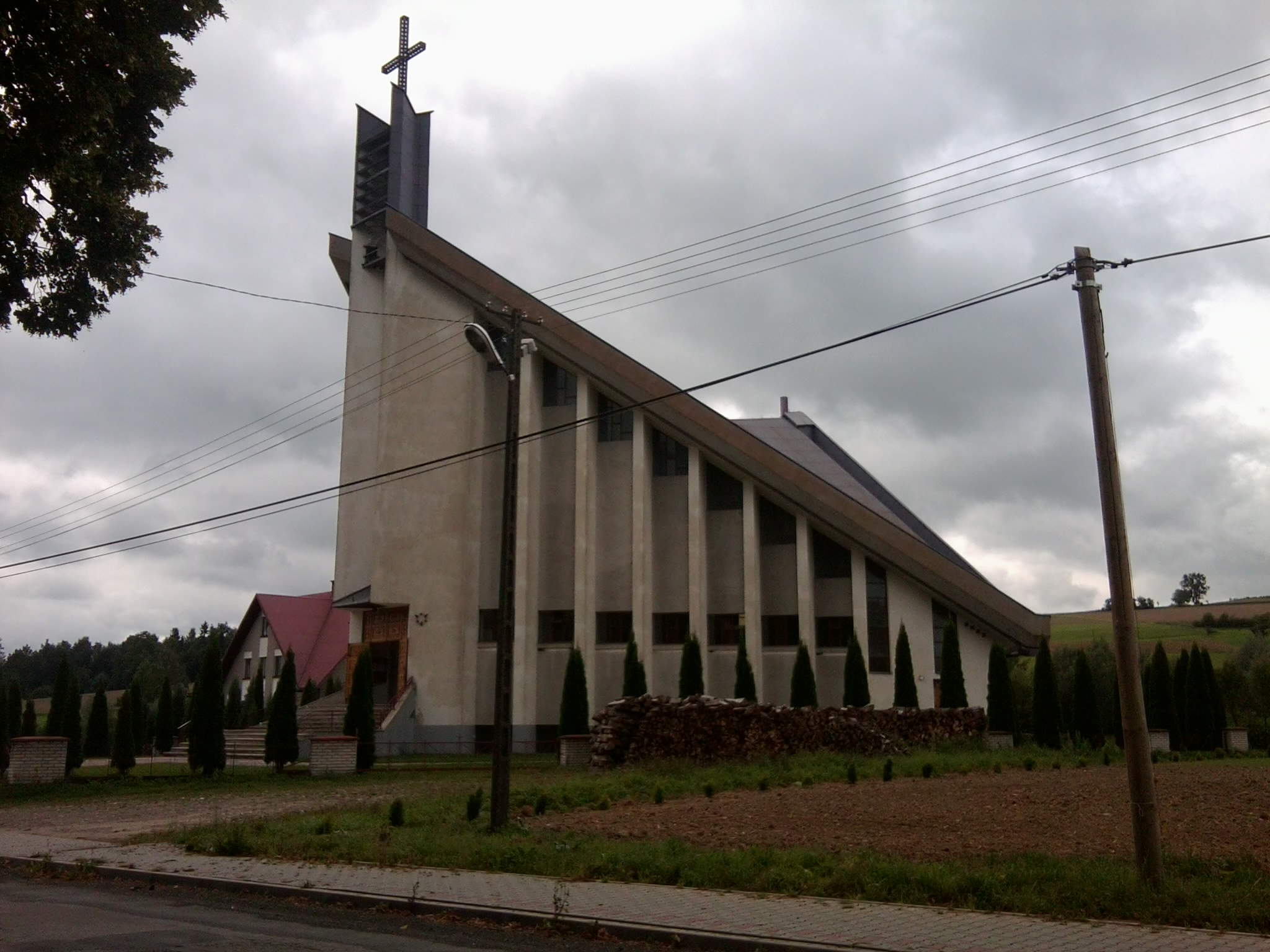
Katholische Kirche